# Liu Chao-shiuan

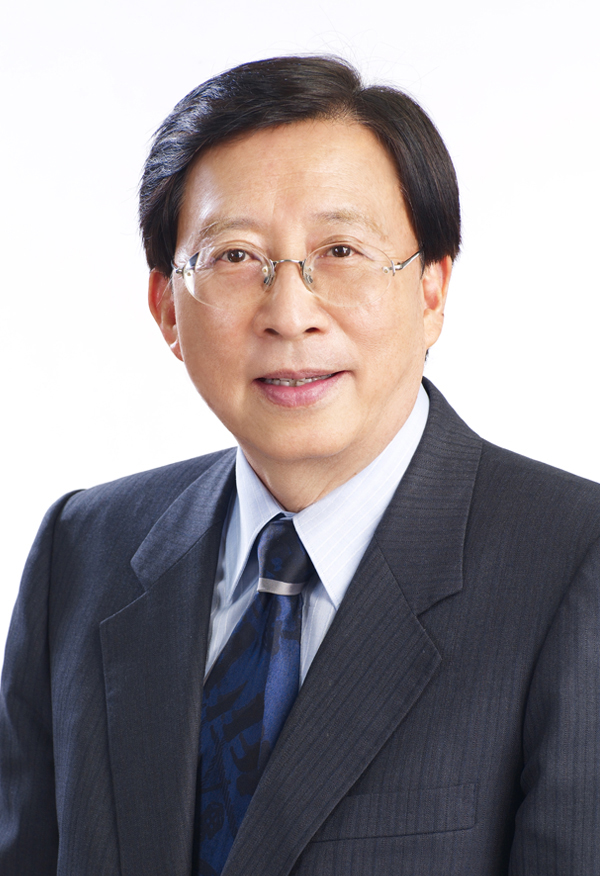
Liu Chao-shiuan

Liu Chao-shiuan, né le 10 mai 1943 à Liuyang en Chine, est un homme politique taïwanais. Président du Yuan exécutif (Premier ministre) du 20 mai 2008 au 10 septembre 2009, il succède à Chang Chun-hsiung.

## Biographie

### Formation
Liu Chao-shiuan obtient son baccalauréat à l'université nationale de Taïwan en 1965. Par la suite, il décroche une maîtrise en génie chimique de l'université de Sherbrooke en 1968. Il couronne ses études avec l'obtention d'un Ph.D. en chimie de l'Université de Toronto en 1971.
Après ses études, il retourne à Taïwan et devient enseignant. De 1987 à 1993, il est président de l'université nationale de Tsing Hua.

### Carrière politique
De 1993 à 1996, il est ministre des Transports et des Communications, puis vice-Premier ministre de 1997 à 2000, avant de retourne à l'enseignement. En 2004, il est nommé président de l'université Soochow de Taiwan à Taipei.
Du 20 mai 2008 au 10 septembre 2009, il est Premier ministre du gouvernement de Taïwan. Ses principaux objectifs sont l'augmentation du revenu moyen des Taïwanais, et la baisse du chômage. Selon un câble Wikileaks, Liu Chao-shiuan a été vivement recommandé par le vice-président Vincent Siew.
Le 10 juin 2008, alors que le Japon provoque Taïwan en coulant l'un de ses navires de pêche, Liu Chao-shiuan refuse toute réponse armée, déclarant « La déclaration de guerre est la dernière option pour résoudre les différends entre les deux pays ».
En septembre 2009, alors qu'un scandale frappe le pays au sujet de lait en poudre contaminé à la mélamine en provenance de la Chine, Liu Chao-shiuan ordonne un boycott sur l'import de tous les produits de la marque concernée. Il demande également des excuses publiques de la part des représentants chinois, ainsi que le paiement de 154 millions d'euros pour couvrir les dommages générés.
À la suite de sa gestion vivement critiquée du typhon Morakot qui frappe le pays fin septembre 2009, il annonce sa démission. Wu Den-yih lui succède.

## Autres fonctions
- Président de l'association générale de la culture chinoise